# Pseudograan
Een pseudograan is een plant waarvan de zaden over het algemeen op dezelfde manier als graan gebruikt worden, maar die niet tot de grassenfamilie behoort.
Enkele pseudogranen zijn:
- Acacia
- Amarant
- Boekweit
- Broodnoot
- Celosia
- Chia
- Quinoa